# Рани (фільм)
Рани (англ. Wounds) — копродукційний психологічний фільм жахів, режисера Бабака Анварі. Фільм є екранізацією новели The Visible Filth Натана Баллінгруда. 
Вперше була показана на кінофестивалі «Санденс», 26 січня 2019 року. Вихід стрічки планується 18 жовтня 2019 року.

## Сюжет
Історія розповідає про бармена у Новому Орлеані, життя якого змінюється після низки тривожних та незрозумілих подій, коли він забирає телефон, залишений у своєму барі.

## У ролях
- Армі Гаммер — Вілл
- Дакота Джонсон — Кері
- Зазі Бітц — Аліса
- Карл Ґлусман — Джефрі
- Бред Вільям Генке — Ерік
- Джим Клок — Патрік
- Люк Хокс — Марвін
- Керрі Кейхілл — Розі
- Терренс Роузмор — Дуейн Крос
- Бен Сандерс — Джейсон

## Виробництво
У лютому 2018 року було оголошено, що Армі Гаммер буде знятий у фільмі, а Бабак Анварі напише сценарій та керуватиме зйомкою фільму. 
Меган Еллісон, Крістофер Копп та Лукан Тох випускатимуть фільм під своїми продюсерськими брендами Annapurna Pictures, AZA Films, Two & Two Pictures. У березні 2018 року Дакота Джонсон та Зазі Бітц приєдналися до складу фільму. У квітні 2018 року до складу також приєдналися Карл Глусман, Бред Вільям Генке та Джим Клок.

### Зйомки
Основні зйомки розпочалися 4 квітня 2018 року в Новому Орлеані.

## Реліз
Вперше була показана на кінофестивалі «Санденс», 26 січня 2019 року. Фільм також був показаний на Каннському кінофестивалі на двотижневнику режисерів 22 травня 2019 року.  Фільм повинен був вийти 29 березня 2019 року. Однак його прибрали з розкладу. Netflix поширюватиме фільм на міжнародному рівні. Його планують випустити у жовтні 2019 року.

## Відгуки
Фільм отримав неоднозначні відгуки від кінокритиків. Він має 54% рейтингу схвалення на вебсайті агрегатора рецензій Rotten Tomatoes, заснованого на 26 оглядах, із середнім рівнем 5,34 / 10. Критичний консенсус сайту зазначає: "Рани не позбавлений свого моторошного шарму, але  зусилля талановитого акторського складу - збиваються історією, яка ніколи не потрапляє повністю під шкіру". На Metacritic, фільм має рейтинг 49 із 100, спираючись на 9 критиків, що вказує на "змішані чи середні відгуки".